# Herschell Turner
Herschell Calvin Turner (Indianapolis, 29 marzo 1938 – Grand Rapids, 13 agosto 2024) è stato un cestista statunitense, professionista nella ABL e nella ABA.

## Carriera
Venne selezionato dai Syracuse Nationals al sesto giro del Draft NBA 1960 (45ª scelta assoluta).

## Palmarès
- Campione EPBL (1961)
- All-ABL Second Team (1962)